# محمد قباني
محمد جميل قباني، سياسي ونائب في البرلمان اللبناني، ولد في بيروت سنة 1942، متأهل من الهام عبد اللطيف بوجي ولهما: ميّا وجميل..

## نشأته ودراسته وعمله
تلقى علومه في مدرسة أنترناشيونال كوليدج، ونال الشهادة الثانوية سنة 1958. ثم انتسب للجامعة الأمريكية في بيروت وحصل على شهادة بكالوريوس في الهندسة المدنية سنة 1962 وعلى الماجستير سنة 1967.
تولى إدارة مشروع تجميع المدارس الرسمية بين سنتي 1974 ـ 1982، وعمل مهندساً في مجلس تنفيذ المشاريع الإنشائية 1962 ـ 1973.

## في السياسة
انتخب نائباً عن محافظة بيروت، في دورة سنة 1992، وفي دورة سنة 2000 وأعيد انتخابه في دورة سنة 2005 و2009 على لائحة سعد الدين الحريري. وساهم في أعمال اللجان النيابية فكان عضواً في لجنة الشؤون الخارجية، ورئيساً للجنة الأشغال العامة والنقل والطاقة والمياه ابتداء من سنة 2000 ولا يزال.

## وصلات خارجية
- سيرة محمد قباني في موقع المجلس النيابي اللبناني